# 滋賀県道178号泉日野線
滋賀県道178号泉日野線（しがけんどう178ごう いずみひのせん）は、滋賀県甲賀市から蒲生郡日野町に至る一般県道である。

## 概要
甲賀市水口町泉から蒲生郡日野町大字三十坪に至る。
付近には水口テクノパークといわれる工業地帯や東宝ランドという住宅地がある。

### 路線データ
- 起点：甲賀市水口町泉（伴谷口交差点、国道1号交点）
- 終点：蒲生郡日野町大字三十坪（国道477号交点、滋賀県道183号日野徳原線内池バイパス起点）
- 総延長：9.0 km

## 路線状況

### 重複区間
- 滋賀県道164号水口竜王線（甲賀市水口町伴中山・伴中山交差点 - 甲賀市水口町伴中山・伴中山北交差点）

### 道路施設

#### 橋梁
- 高橋（思川、甲賀市）
- 長徳橋（思川、甲賀市）
- 城之橋（思川、甲賀市）
- 明治橋（日野川、蒲生郡日野町）

## 地理

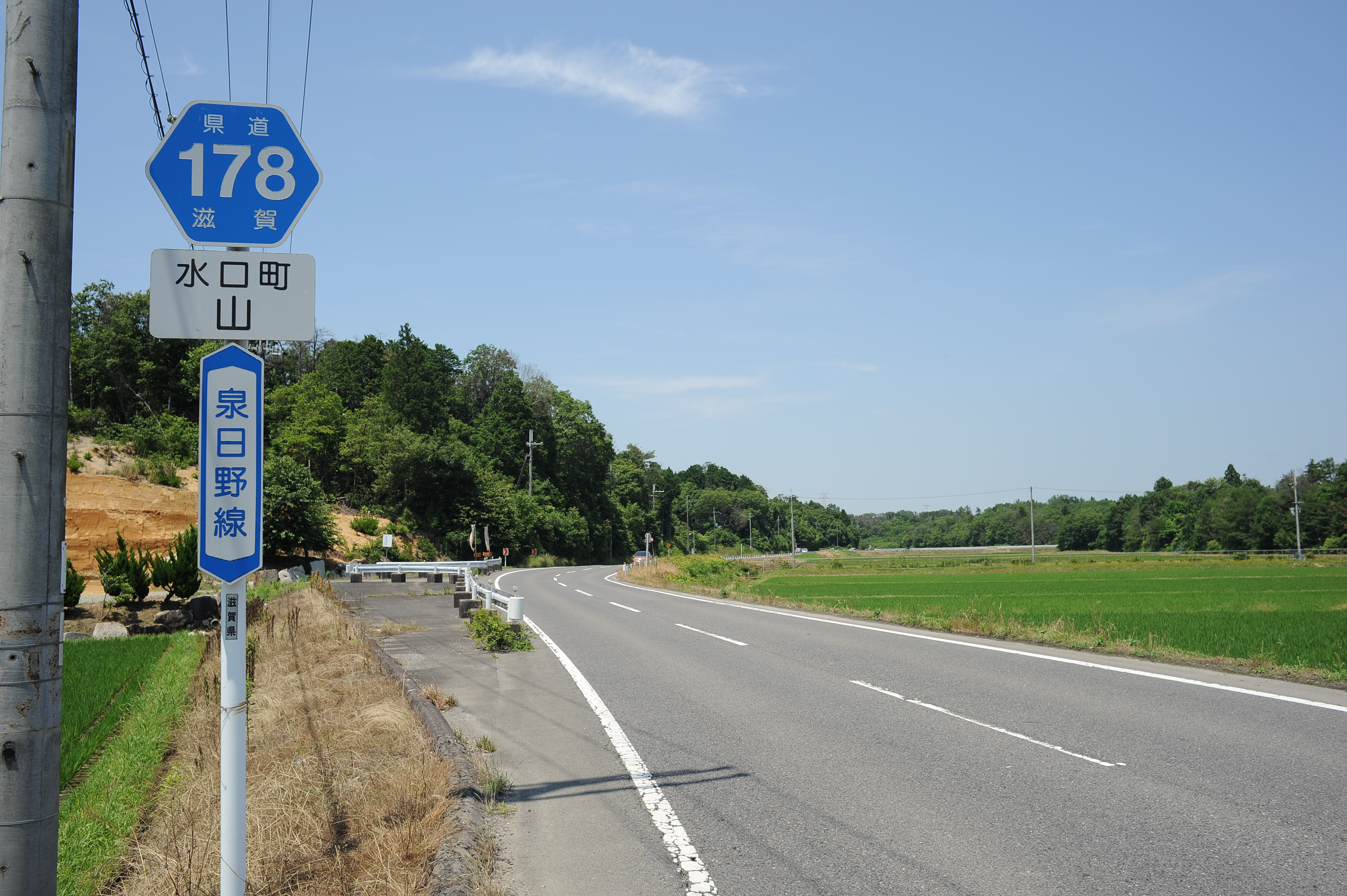
甲賀市水口町山

### 通過する自治体
- 滋賀県
  - 甲賀市 - 蒲生郡日野町

### 交差する道路
| 交差する道路                                     | 市町村名 | 市町村名 | 交差する場所 | 交差する場所   |
| ------------------------------------------------ | -------- | -------- | ------------ | -------------- |
| 国道1号                                          | 甲賀市   | 甲賀市   | 水口町泉     | 伴谷口交差点   |
| 滋賀県道164号水口竜王線 重複区間起点             | 甲賀市   | 甲賀市   | 水口町伴中山 | 伴中山交差点   |
| 滋賀県道164号水口竜王線 重複区間終点             | 甲賀市   | 甲賀市   | 水口町伴中山 | 伴中山北交差点 |
| 滋賀県道179号山松尾線                            | 甲賀市   | 甲賀市   | 水口町山     |                |
| 滋賀県道180号増田水口線                          | 蒲生郡   | 日野町   | 大字中山     |                |
| 国道477号 滋賀県道183号日野徳原線 / 内池バイパス | 蒲生郡   | 日野町   | 大字三十坪   | 終点           |

### 沿線
- ダスキン
- 下山城跡
- 甲賀市立伴谷幼稚園、伴谷保育園
- ベアズパウジャパンカントリークラブ